# 灰六鳃鲨
灰六鳃鲨（學名：Hexanchus griseus），又稱灰六鰓鮫、六鰓沙，是軟骨魚綱板鰓亞綱六鰓鯊目六鰓鯊科六鳃鲨属下的一个物种，為體型最大的六鰓鯊目鯊魚，體長可達 6.1米（20英尺）。棲息於全世界的熱帶及亞熱帶海域。

## 分布

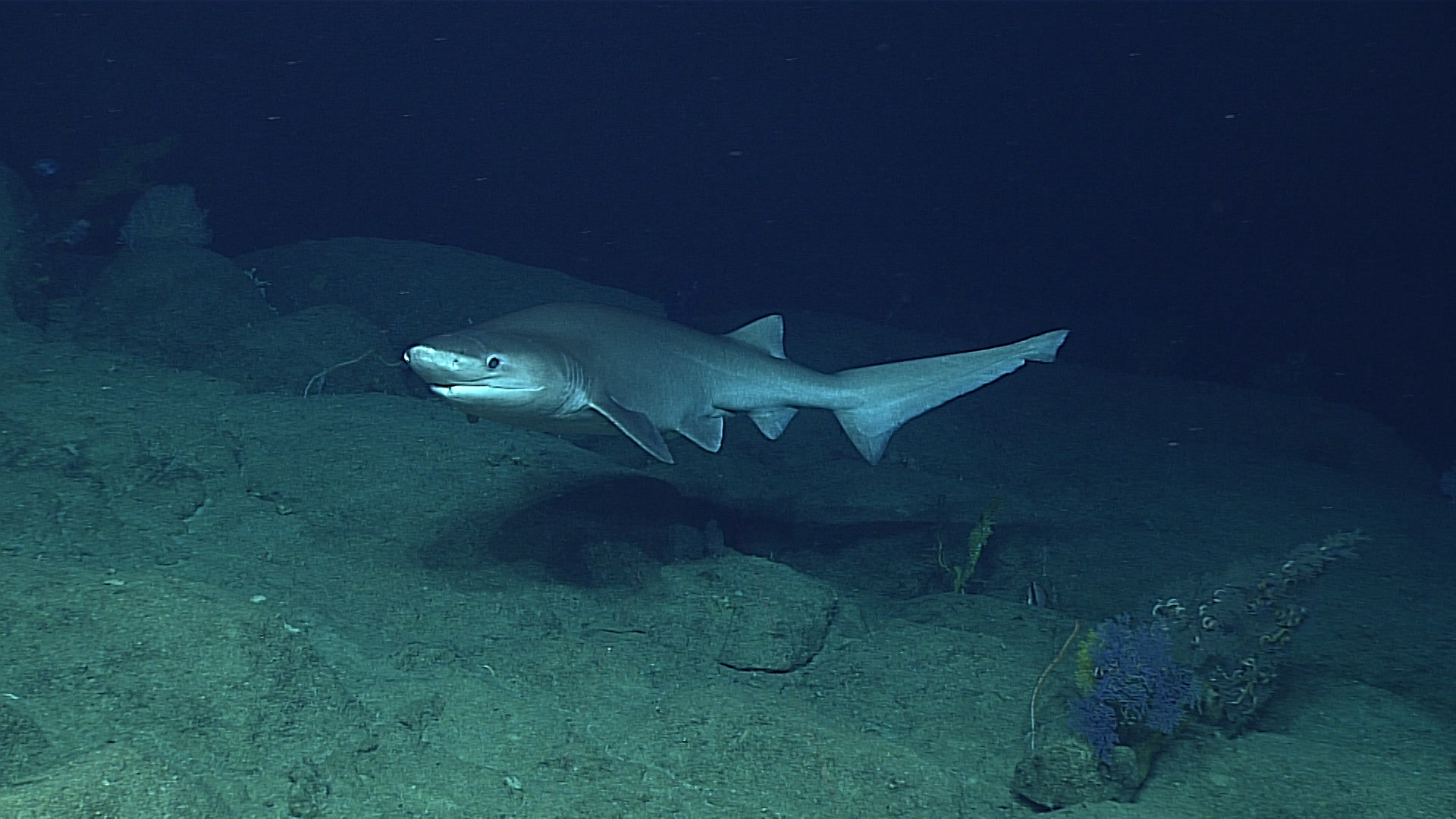
在海床附近游動的灰六鰓鯊

本魚分布於全球熱帶及溫帶65°N至48°S的大西洋、印度洋與太平洋水深200米到1000米的水域中，包括北美洲與南美洲沿岸（北卡羅萊納州至阿根廷、阿拉斯加至智利）、東大西洋冰島至納米比亞沿岸、印度洋-太平洋海域馬達加斯加至日本，最東可至夏威夷、以及地中海的希臘。在一些特定的地區，如近不列顛哥倫比亞的虹比島、三藩市灣的蒙特里海底峽谷及挪威的峽灣口，都會在水深30米的地方出沒，台灣台東新港漁港2022年7月17日也有捕獲。觀察牠們在這麼淺水的地方出沒已有超過20年，但是其原因仍是個謎。

## 深度
灰六鰓鯊通常在水深 180—1,100米（590—3,610英尺） 的外陸棚發現，但其棲息的水深可擴展至 0—2,500米（0—8,202英尺）。幼鯊通常會游到靠近沿岸水深約 12米（39英尺） 的海域來覓食，成年灰六鰓鯊則多但留在水深 100米（330英尺） 以上的海域，僅有在晚上時會游至海面。 

## 特徵

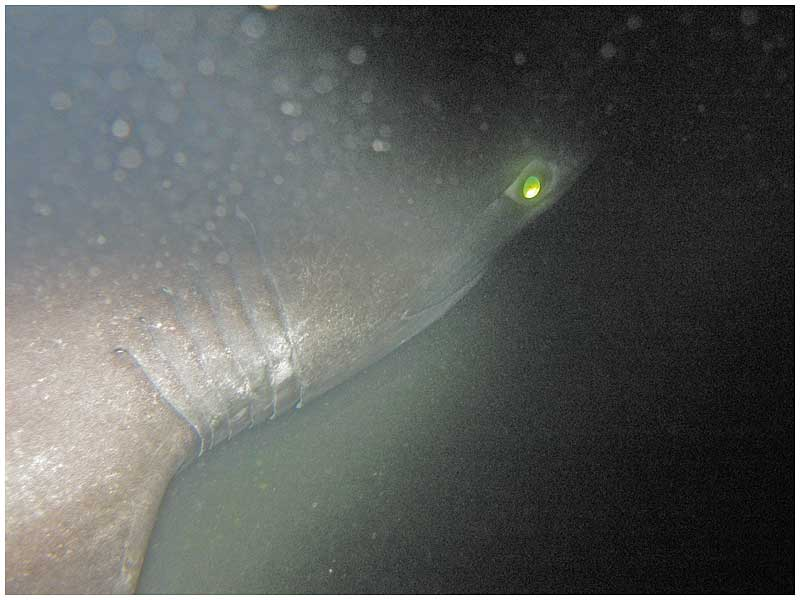
灰六鰓鯊為現存三種具有六對鰓裂的鯊魚之一

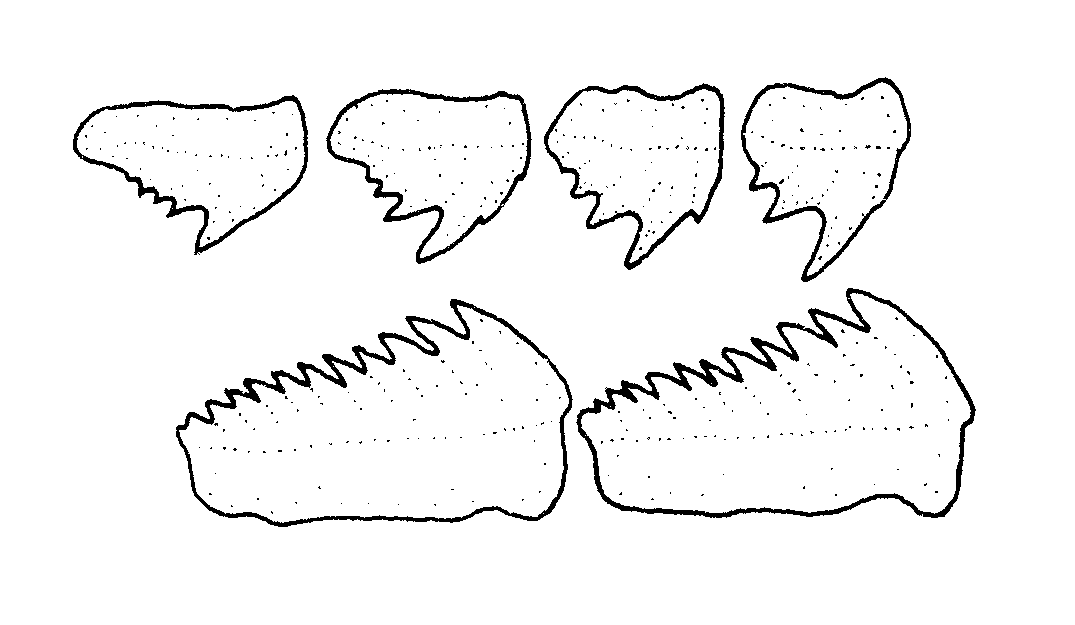
灰六鰓鯊的牙齒

灰六鰓鯊是一種非常獨特的原始生物。顧名思義，灰六鰓鯊有六道鰓裂，這一點與大多數鯊魚不同，其他鯊魚已經演化為五道鰓裂。擁有巨大的身體與長尾巴，頭形鈍短，眼小，呈螢光藍或螢光綠色。下頜兩側各具有6列類似鋸的大型梳狀齒，齒短而尖，上頜齒則較小。體色呈現黃褐、棕色至黑色，沿著側邊體側線具有一個淡色條紋，鰭有白色的邊緣。體長最長可達8米（26英尺）。成年雄性體長平均 3.1、3.3米（10、11英尺），成年雌性體長平均3.5、4.2米（11、14英尺）。
灰六鰓鯊外型與許多三疊紀時期的鯊魚十分類似。背鰭位置靠近尾鰭，胸鰭寬大。

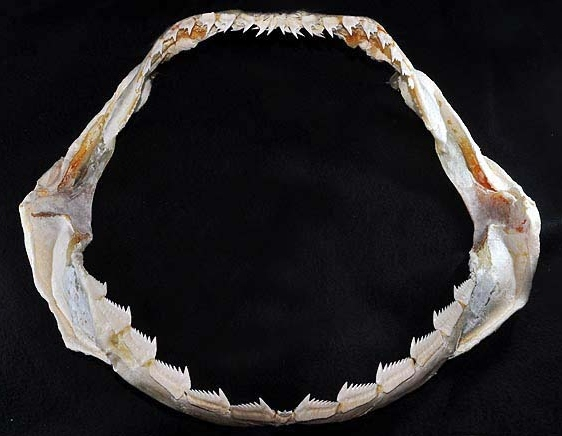
雄性頜部
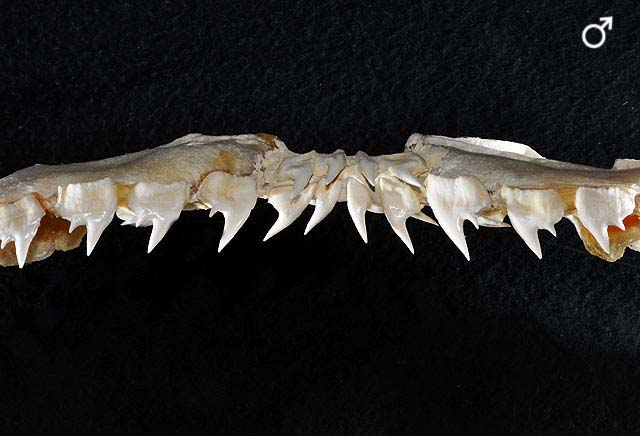
雄性上頜齒
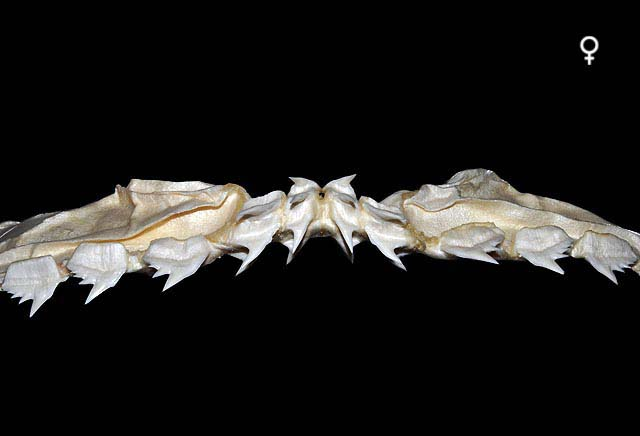
雌性上頜齒
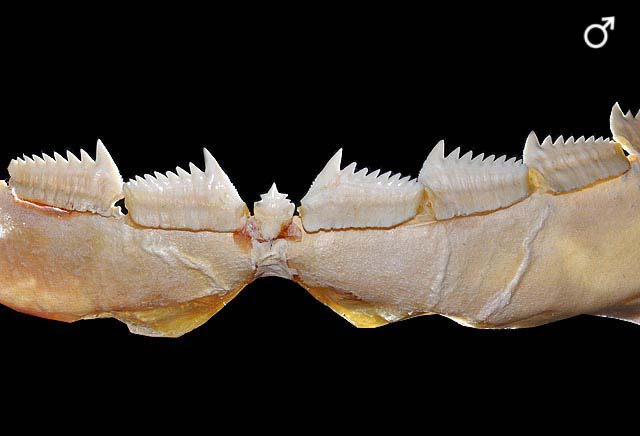
雄性下頜齒
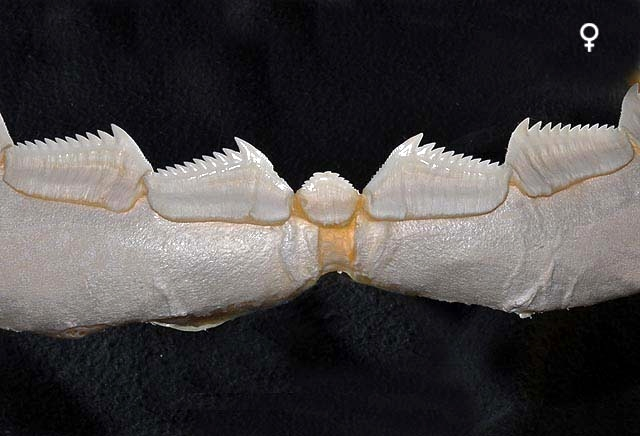
雌性下頜齒

## 生態
灰六鰓鯊是卵胎生的，是六鰓鯊科中最多胎數的，約有22至108頭幼鯊，每頭約有60—75 cm（24—30英寸）長，幼鯊的腹側顏色通常較成鯊來的淺。雌鯊在體長4.5米（15英尺）達到性成熟，雄鯊則在體長3.15米（10.3英尺）時達到性成熟。與其他的深海生物一樣，灰六鰓鯊會進行日夜垂直遷移。
雖然看似行動緩慢，但其實灰六鰓鯊能以很高的速度追逐並捕捉獵物，屬肉食性，以魚類、魟魚、銀鮫、螃蟹、蝦、海豹和其他鯊魚等為食。

## 經濟利用
灰六鰓鯊被國際自然保護聯盟列為近危物種。食用魚，魚肉供食用或製成魚粉，肝臟可提煉油脂。多用延繩釣、流刺網或拖網捕獲。

## 外部連結
- 维基共享资源上的相關多媒體資源：Hexanchus griseus
- 維基物種上的相關：Hexanchus griseus
- Swimming with Jurassic Sharks （页面存档备份，存于）